# هارولد إس. جونستون
هارولد إس. جونستون (بالإنجليزية: Harold S. Johnston)‏ هو كيميائي أمريكي، ولد في 11 أكتوبر 1920 في وودستوك في الولايات المتحدة، وتوفي في 20 أكتوبر 2012 في كينغستون ‏ في الولايات المتحدة.